# Oompa Loompa
Die Oompa Loompas, beziehungsweise Umpa-Lumpas (gemäß deutscher Schreibweise), sind Angehörige eines fiktiven Pygmäenstammes. Sie gehören zu den wichtigsten Figuren der Geschichte Charlie und die Schokoladenfabrik.

## Ursprung
Die Oompa Loompas wurden von dem englisch-walisischen Schriftsteller Roald Dahl für sein 1964 veröffentlichtes Kinderbuch Charlie und die Schokoladenfabrik (Originaltitel: Charlie and the Chocolate Factory) erschaffen.

### Herkunft der Oompa Loompas
Der Erzählung zufolge lebte das Volk der kaum kniehohen Oompa Loompa in Loompaland (in deutscher Übersetzung: Lumpaland), das sich im „tiefsten und dunkelsten Teil des afrikanischen Dschungels“ befindet. Dort entdeckte sie Willy Wonka auf seiner Suche nach neuen, exotischen Kakaosorten. Er trifft auf ihren Anführer und erfährt, dass bei ihnen die Kakaobohnen, ihr einziges Grundnahrungs- und Zahlungsmittel, knapp wurden und sie daher zu verhungern drohten, in ihrer Verzweiflung aßen die Oompa Loompas Raupen. Willy Wonka bot dem Volk an, mit ihm zu kommen, um in seiner Schokoladenfabrik für ihn zu arbeiten. Als Gegenleistung würden die Oompa Loompas so viele Kakaobohnen erhalten, wie sie nur essen und tragen könnten. Dann nahm er das gesamte Volk mit sich und quartierte sie in seiner Schokoladenfabrik ein. Da er nach einem Fall von Industriespionage die gesamte Belegschaft entlassen hat, sind sie nun die einzigen Arbeiter dort. Ihren Lohn erhalten sie in Form von Kakaobohnen. Sie reden nicht, sondern singen stattdessen Lieder, die einen sehr weisen und belehrenden Charakter aufweisen.

### Aussehen
Es sind drei Versionen bezüglich des Aussehens der Oompa Loompas bekannt: Im Originalroman werden sie als kniehoch, mit sehr blasser, leicht rosiger Haut und dunkelblonden Haaren beschrieben. Sie tragen unterschiedliche Frisuren. Die Frauen kleiden sich mit täglich frisch gepflückten Blättern, die Männer mit Rehfellschürzen und die Kinder sind unbekleidet.
In der Erstverfilmung aus dem Jahr 1971 sind die Oompa Loompas ebenfalls kleinwüchsig. Sie haben eine tönern-orangefarbene Haut, flaschengrüne Haare und weiße Augenbrauen. Sie sind in braun-weiße Arbeiter-Overalls gekleidet und tragen weiße Handschuhe. In der Zweitverfilmung aus dem Jahr 2005 haben alle Oompa Loompas schwarze, glatte Haare, die zu einem Dutt zusammengeknotet sind. Sie stecken nun in leuchtend roten, glänzenden Overalls.

## Kritik
Sowohl die literarische Beschreibung als auch das Verhalten der Oompa Loompas im Originalroman wurden in der Vergangenheit wiederholt kritisiert, sodass Roald Dahl gezwungen war, ihr Aussehen und ihre geografische Herkunft zu ändern bzw. zu vertuschen. Hintergrund waren Vorwürfe seitens Presse und Literaturkritiker, die Darstellung der Oompa Loompas sei „rassistisch“ und „diskriminierend“: Willy Wonka verhalte sich wie der stereotypische, weiße Neuweltler, der gönnerhaft ein ach so primitives Volk aus seiner Not errette, nur um dessen Angehörige dann als billige Sklaven mit Migrationshintergrund in seinen Fabriken arbeiten zu lassen. Die Oompa Loompas würden als verrohte und ungebildete Wilde hingestellt. Roald Dahl stritt diese Vorwürfe zeitlebens ab.

## Parodien und Anspielungen
Die Oompa Loompas werden in vielfältigster Weise parodiert oder auf sie angespielt. Hier eine Auswahl:
- Futurama: In der Episode Die Party mit Slurm McKenzie (Fry and the Slurm Factory) gewinnt Fry (ähnlich wie in der Geschichte von Roald Dahl) einen Besuch in einer Getränkefabrik. Dort treffen er, Bender und Leela auf kleine Arbeiter, die „Gronka Lonkas“ genannt werden.
- Die Simpsons: In der Episode Süßsaure Marge (Sweets and Sour Marge) fragt Homer Marge, die von der Zuckerfabrik zurückkommt, ob dort auch Oompa Loompas seien. Später taucht ein vom Zuckerkonzern ausgebeuteter Oompa Loompa sogar bei ihnen auf. In der Folge Große, kleine Liebe sieht der Barkeeper Moe beim Zappen in der Wohnung seiner kleinwüchsigen Freundin zufällig eine Fernsehsequenz, in welcher Oompa Loompas singen.
- Family Guy: In jener Folge, in der (abermals ähnlich wie in der Originalgeschichte) Peter eine Brauereibesichtigung gewinnt, arbeiten dort die Choompa Woompas.
- Jackass: In der MTV-Show sieht man den kleinwüchsigen Darsteller Wee-Man in einem Oompa-Loompa-Kostüm durch die Stadt skaten bzw. zu einem Lied der Oompa Loompas aus der Verfilmung von 1971 tanzen.
- Bela B.: Das Musikvideo zum Lied Tag mit Schutzumschlag des deutschen Musikers Bela B. ist Charlie und die Schokoladenfabrik nachempfunden, dementsprechend sind auch Figuren zu sehen, die den Oompa Loompas der Dahl-Verfilmungen ähneln.
- Drawn Together: In der Folge Freaks & Greeks kaut Captain Hero einen Kaugummi, den Xandir als Bonbon von Willy Wonka bezeichnet, woraufhin Captain Hero sich aufbläht und einer Blaubeere ähnelt. Er wird von zwei Oompa Loompas aus dem Zimmer gerollt.
- Fantastic Movie: Ein Teil des Filmes besteht aus einem parodierten Besuch in der Schokoladenfabrik, nachempfunden des Filmes aus dem Jahr 2005. Dort werden ebenfalls Oompa Loompas in allerdings rosafarbenen Anzügen gezeigt.
- Robot Chicken: In mehreren Kurzepisoden wird auf die (unfreiwillige) Arbeit in der Schokoladenfabrik hingewiesen sowie auf die – spontane – Komposition von neuen Liedern.
- Brickleberry: Im Brickleberry Nationalpark werden Oompa Loompas gefangengehalten, jedoch vergaß der Chef des Nationalparks, sie zu füttern, woraufhin sie verhungerten.
- The Big Bang Theory: Sheldon Cooper besucht Howard Wolowitz im Experimentallabor der Ingenieure und nennt die dort Anwesenden die „Oompa Loompas of science“, welche als Halbgebildete die Visionen der Denker und Träumer umzusetzen haben (Allerdings nicht in der deutschen Synchronisation). In einer anderen Episode hat Stuart Bloom zu viel Selbstbräuner aufgetragen und sieht nun orange aus. Howard vergleicht daraufhin sein Aussehen mit dem der Oompa Loompas und spielt damit auf die Verfilmung von 1971 an.

Mehrere andere Serien und Filme verwenden „Oompa Loompa“, meist im Zusammenhang mit zierlichen oder kleinwüchsigen Menschen.